# Álvaro Salvadores
Álvaro Salvadores Salvi (Lanco, 12 ottobre 1928 – Cartagena de Indias, 13 aprile 2002) è stato un cestista cileno con cittadinanza spagnola.
Era il fratello di Luis Salvadores.

## Carriera
Con la Spagna ha disputato i Campionati mondiali del 1950, con il Cile i Giochi olimpici di Helsinki 1952.

## Palmarès
- FIBA World Cup All-Tournament Teams: 1

1950